# فيليب ليو سوليفان
فيليب ليو سوليفان (بالإنجليزية: Philip Leo Sullivan)‏ هو محامي وقاضي أمريكي، ولد في 2 أكتوبر 1889، وتوفي في 12 يونيو 1960.